# Johnny Rives
 (février 2019).
Si vous disposez d'ouvrages ou d'articles de référence ou si vous connaissez des sites web de qualité traitant du thème abordé ici, merci de compléter l'article en donnant les références utiles à sa vérifiabilité et en les liant à la section « Notes et références ».
Johnny Rives, né le 9 décembre 1936 à Toulon, est un journaliste sportif français.

## Biographie
Il entre au journal L'Équipe en juin 1960 pour y devenir le spécialiste des sports automobiles. Il a commenté les Grands Prix de Formule 1 sur la chaîne de télévision française TF1 avec Jean-Louis Moncet, Alain Prost, et Pierre Van Vliet de 1994 à 1996.

## Publications
Johnny Rives est l'auteur de nombreux livres dont :
- Rives, Jean-Paul Thévenet, Histoires d'automobile, Calmann-Lévy, 1966 ;
- Rives, La conduite des automobiles, PUF, 1968  (ISBN 978-2-7059-1455-4) ;
- Rives, Beltoise : Le roman d'un champion, 1971, réédité aux Éditions du Palmier, 2012  (ISBN 978-2-3605-9027-8) ;
- Rives, Pescarolo : Histoire d'un homme secret, Calmann-Lévy, 1974, réédité aux Éditions du Palmier, 2019  (ISBN 978-2-3605-9129-9) ;
- Rives et José Rosinski, Images de course : Souvenirs en bleu, tome 1, SNEP, 1984  (ISBN 978-2-9017-0508-6) ;
- Rives et Bernard Asset, Génération Turbo, ABAC, 1988  (ISBN 978-2-9503-3230-1) ;
- Rives, avec Gérard Flocon et Christian Moity, La Fabuleuse Histoire de la Formule 1, Éditions de la Martinière, 1996  (ISBN 2-7324-2198-7) ;
- Rives, La légende de la Formule 1, Liber, 1996  (ISBN 978-2-8814-3067-1), réédité par Minerva, 1999  (ISBN 978-2-8307-0555-3) ;
- Rives et Philippe Séclier, La course aux souvenirs, Solar, 1998  (ISBN 978-2-2630-2722-2) ;
- Rives, Les grands constructeurs dans la course, volume 5, ETAI, 2001  (ISBN 2-7268-8478-4) ;
- Rives, C'était ça, ma guerre, Audibert, 2005  (ISBN 2-8474-9063-9) ;
- Rives, La Gueule du Diable, Drivers, 2005  (ISBN 2-3512-4004-9) ;
- Rives et Jacqueline Beltoise-Cevert, François CEVERT, L'Autodrome éditions, 2013  (ISBN 978-2-910434-33-5) ;
- Rives, Beltoise, comme un frère, Éditions du Palmier, 2016  (ISBN 978-2-9104-3450-2) ;
- Rives et Jean-Louis Moncet, Ferrari : 70 ans de course automobile,  Mondadori France/SOLAR, 2017  (ISBN 978-2-263-15159-0)  ;
- Rives et Henri Pescarolo, Souvenirs partagés, L'Autodrome éditions, 2018  (ISBN 978-2-9104-3457-1) ;
- Rives et Manou Zurini, CAR RACING 1965,  Éditions Cercle d'art, 2018  (ISBN 978-2-7022-1096-3).